# سانتون پاتامماوونگ
سانتون پاتامماوونگ (انگلیسی: Sounthone Pathammavong; زاده ۱ ژانویهٔ ۱۹۱۱ – درگذشته ۱ ژانویهٔ ۱۹۸۵) افسر (ارتش)، و سیاستمدار اهل لائوس بود. وی از ۳۱ دسامبر ۱۹۵۹ تا ۷ ژانویه ۱۹۶۰ نخست‌وزیر این کشور بود.
سانتون پاتامماوونگ در سال ۱۹۸۵، در سن ۷۴ سالگی درگذشت.